# Ovidiu Silaghi
Ovidiu Ioan Silaghi (né le 12 décembre 1962 à Satu Mare) est un homme politique roumain, membre de l'Alliance des libéraux et démocrates (ALDE) et auparavant membre du Parti national-libéral (PNL).

## Biographie
Ovidiu Silaghi est élu pour la première fois à la Chambre des députés lors des élections législatives de 2004. Observateur au Parlement européen, il devient député européen à la suite de l'adhésion de la Roumanie à l'Union européenne, où il siège au sein de la Commission du marché intérieur et protection des consommateurs et de la Délégation pour les relations avec les pays de la Communauté andine, avant d'abandonner ce mandat quelques mois plus tard, pour devenir Ministre des PME, du Commerce, du Tourisme et Professions Libérales dans le gouvernement Popescu-Tăriceanu.
Lors du retour au gouvernement du PNL au printemps 2012, il devient Ministre des Transports et des Infrastructures du Gouvernement Ponta I. Il est par ailleurs réélu député lors des élections législatives de décembre 2012. Il abandonne néanmoins ce mandat en septembre 2013, pour siéger de nouveau au Parlement roumain en remplacement d'Eduard Hellvig. Il siège alors au sein et de la Commission de l'emploi et des affaires sociales et de la Délégation pour les relations avec le Japon. N'étant pas candidat lors des élections européennes de 2014, il retrouve son siège à la Chambre des députés.
En août 2014 Ovidiu Silaghire quitte le PNL et rejoint le Parti libéral réformiste (PLR), dont il est alors élu vice-président. En juin 2015, il rejoint, avec l'ensemble des membres du PLR, l'Alliance des libéraux et démocrates (ALDE).